# Ruvina, Ruivós e Vale das Éguas
Ruvina, Ruivós e Vale das Éguas (oficialmente: União das Freguesias de Ruvina, Ruivós e Vale das Éguas) é uma freguesia portuguesa do município do Sabugal, com 18,42 km² de área e 195 habitantes (censo de 2021). A sua densidade populacional é 10,6 hab./km².

## História
Foi criada aquando da reorganização administrativa de 2012/2013,  resultando da agregação das antigas freguesias de Ruvina, Ruivós e Vale das Éguas.

## Demografia
A população registada nos censos foi:
| Distribuição da População por Grupos Etários | Distribuição da População por Grupos Etários | Distribuição da População por Grupos Etários | Distribuição da População por Grupos Etários | Distribuição da População por Grupos Etários | Distribuição da População por Grupos Etários |
| -------------------------------------------- | -------------------------------------------- | -------------------------------------------- | -------------------------------------------- | -------------------------------------------- | -------------------------------------------- |
| Antes da agregação                           |                                              |                                              |                                              |                                              |                                              |
| Ano                                          | 0-14 anos                                    | 15-24 anos                                   | 25-64 anos                                   | >= 65 anos                                   | Total                                        |
| 2001                                         | 32                                           | 25                                           | 98                                           | 88                                           | 243                                          |
| 2011                                         | 20                                           | 26                                           | 84                                           | 91                                           | 221                                          |
| Após a agregação                             |                                              |                                              |                                              |                                              |                                              |
| Ano                                          | 0-14 anos                                    | 15-24 anos                                   | 25-64 anos                                   | >= 65 anos                                   | Total                                        |
| 2021                                         | 5                                            | 8                                            | 77                                           | 105                                          | 195                                          |